# Stadion Střelnice
Stadion Střelnice (dříve znám pod názvem Chance Arena) je domácí stadion fotbalového klubu FK Jablonec. Kapacita stadionu je 6 280 míst k sezení.
Se svou nadmořskou výškou 542 m. n. m. je nejvýše položeným stadionem v České republice, na kterém se hraje profesionální fotbal.

## Historie
Na místě dnešního stadionu stávala střelnice, v roce 1871 pro ni byla postavena první budova. Později byla sportovní střelnice doplněna o fotbalové hřiště, skokanský můstek a dřevěné tribuny. V tomto stavu areál převzal od německých sportovců v roce 1945 nově založený ČSK Jablonec nad Nisou.
V červenci roku 1947 zde odehrál Jablonec zápas s atraktivní soupeřem Wiener Sport-Club (4:4) před 4000 diváky. V roce 1950 sledoval zápas s fotbalovým výběrem Budapešti rekordní počet 12 000 diváků.
V roce 1955 byl realizován projekt nové betonové hlavní tribuny stavitele Fejkla. Po postupu fotbalistů do druhé fotbalové ligy v létě roku 1963 položili tehdejší fotbaloví nadšenci na místě původního pískového hřiště travnatý povrch.

### Stadion s atletickým oválem
Počátkem roku 1965 přešla Střelnice pod tělovýchovnou jednotu LIAZ, kterou tvořil atletický a fotbalový oddíl. Na stadionu proto vznikla atletická dráha. Brzy na to byla postavena první zastřešená tribuna stadionu na jeho západní straně a za hlavní tribunou také krytá atletická hala. Střelnice se tím měnila v jedno z nejmodernějších atletických sportovišť v republice.
Při prvoligové premiéře Jablonce s pražskou Spartou (3:1) zavítalo na Střelnici rekordních 16 201 diváků.
Po sametové revoluci tělovýchovné jednotě začaly docházet finanční prostředky a tak areál začal chátrat. Fotbalový Jablonec přitom brzy postoupil do první ligy a potřeboval pro ni odpovídající zázemí. To zahrnovalo v roce 1994 stavební úpravy především v prostorách sekretariátu, VIP, hráčských kabin a vybudování bezpečnostních zón pro fanoušky.
Nesnáze také způsobovaly zdejší klimatické podmínky, několik zápasů muselo být po sněhových kalamitách odloženo, někdy se hrálo i na uválcovaném sněhu. Proto se v roce 1996 fotbalový klub postaral o rozsáhlou rekonstrukci hrací plochy s novým systémem jejího odvodnění a vytápění. Nový trávník byl dovezen z Rakouska ve formě koberců.
Po vítězství v Poháru ČMFS 1997/98 musel Jablonec odehrát domácí odvetu 1. kola PVP proti Apollonu Limassol v Teplicích, neboť stadion Střelnice neodpovídal požadavkům UEFA.

### Rozdělení fotbalového a atletického zázemí
Na podzim 2001 zastupitelé města rozhodli o bezplatném převodu sportovního areálu od TJ LIAZ pod město a začala se připravovat rekonstrukce celého areálu. Zároveň se zvyšovaly ligové požadavky na rozměry trávníku a výběhových zón, což znemožňoval splnit atletický ovál.
Zastupitel Petr Karásek proto přišel v září 2002 s návrhem oba sporty a jejich zázemí rozdělit na dvě provozně na sobě nezávislé části v jednom areálu. Tento návrh podpořili atleti i fotbalisté. Fotbalisté zůstali na stadionu s tribunami a atletické zázemí bylo přesunuto do atletické haly, před níž bylo původní škvárové fotbalové hřiště nahrazeno v letech 2003 až 2004 novým atletickým stadionem.

### Vznik ryze fotbalového stadionu
Rekonstrukce fotbalového stadionu započala na podzim 2002 na západní protilehlé tribuně a byla dokončena v únoru 2003.
Pro splnění podmínek svazového projektu "Stadiony 2003" byla po skončení sezóny 2002/03 zvětšena šířka hrací plochy na úkor atletického oválu po obou delších stranách hřiště na předepsaných 68 metrů. Dále byla hlavní tribuna a jižní oblouk ochozů osazen sedačkami a v srpnu 2003 byly nad Střelnicí vztyčeny 4 mohutné stožáry s umělým osvětlením. Než zakořenil nový trávník a než byly dokončeny všechny úpravy pro splnění licenčních podmínek, tak byl Jablonec nucen odehrát své domácí ligové utkání 2. kola proti Sigmě Olomouc v libereckém azylu.
Po skončení sezóny 2003/04 začaly v květnu 2004 práce na budování zastřešené tribuny na jižní straně stadionu. Vznikla v místech za jednou z fotbalových branek a před jižním obloukem původních ochozů. Tribuna zahrnující 1850 míst včetně 300 míst pro vlajkonoše hostů byla slavnostně otevřena v říjnu 2004.
Po skončení sezóny 2004/05 začal další velký projekt: demolice a výstavba nové hlavní tribuny na východní straně stadionu. Klub musel během budování přesunout veškeré zázemí (šatny, kanceláře) do západní protilehlé tribuny. Na jaře roku 2006 byla výstavba nové hlavní tribuny dokončena a slavnostně byla otevřena 30. května 2006 u příležitosti přátelského utkání Česka s Kostarikou. Zahrnuje nejmodernější zázemí, nadstandardně vybavené prostory kabin či reprezentativní prostory VIP. Dostavbou hlavní tribuny byl stadion uzavřen ze tří stran, severní tribuna za brankou zůstává odkrytá pro výhled do okolí, za příznivého počasí až na Ještěd.

### Další stavební úpravy
Od léta 2013 do léta 2014 byl budován nový vstup do areálu Střelnice. Na místě chátrající a nevzhledné budovy Střelnice, kde se pořádaly plesy a další kulturní akce, vyrostl moderní objekt zahrnující společenský sál, kavárnu, klubový fanshop, pokladny a nové turnikety pro přístup do domácích sektorů na hlavní a jižní tribuně.
Další modernizace stadionu Střelnice byla zapotřebí v roce 2018 před vstupem klubu do základní skupiny Evropské ligy dle požadavků UEFA. Za přispění města Jablonec nad Nisou se povedlo upravit infrastrukturu stadionu, ozvučení, zázemí pro novináře i televizní štáby.
Po skončení sezóny 2022/23 započala velká rekonstrukce hrací plochy a umělého osvětlení. Proběhla kompletní výměna hrací plochy včetně podloží i systému vytápění. Stávající reflektory byly nahrazeny modernějšími a úspornějšími LED reflektory. Zásadním zdrojem financování rekonstrukce byla dotace od Národní sportovní agentury a města Jablonec nad Nisou, zbytek doplatila Fotbalová akademie, z.s., která sportoviště taktéž užívá.

### Azyl projiné týmy
Dne 29. září 1994 zde odehrál tým FK Viktoria Žižkov svůj odvetný domácí zápas 1. kola Poháru UEFA proti Chelsea FC (0:0), neboť jeho stadion v Seifertově ulici neodpovídal požadavkům UEFA.

## Historické názvy
V srpnu 2007 propůjčila stadionu název sázková kancelář Chance a ze Střelnice se stala Chance Arena. Tento název byl používán až do konce sezóny 2013/14, na začátku sezóny 2014/15 se změnil zpět na název Střelnice.

## Fotogalerie

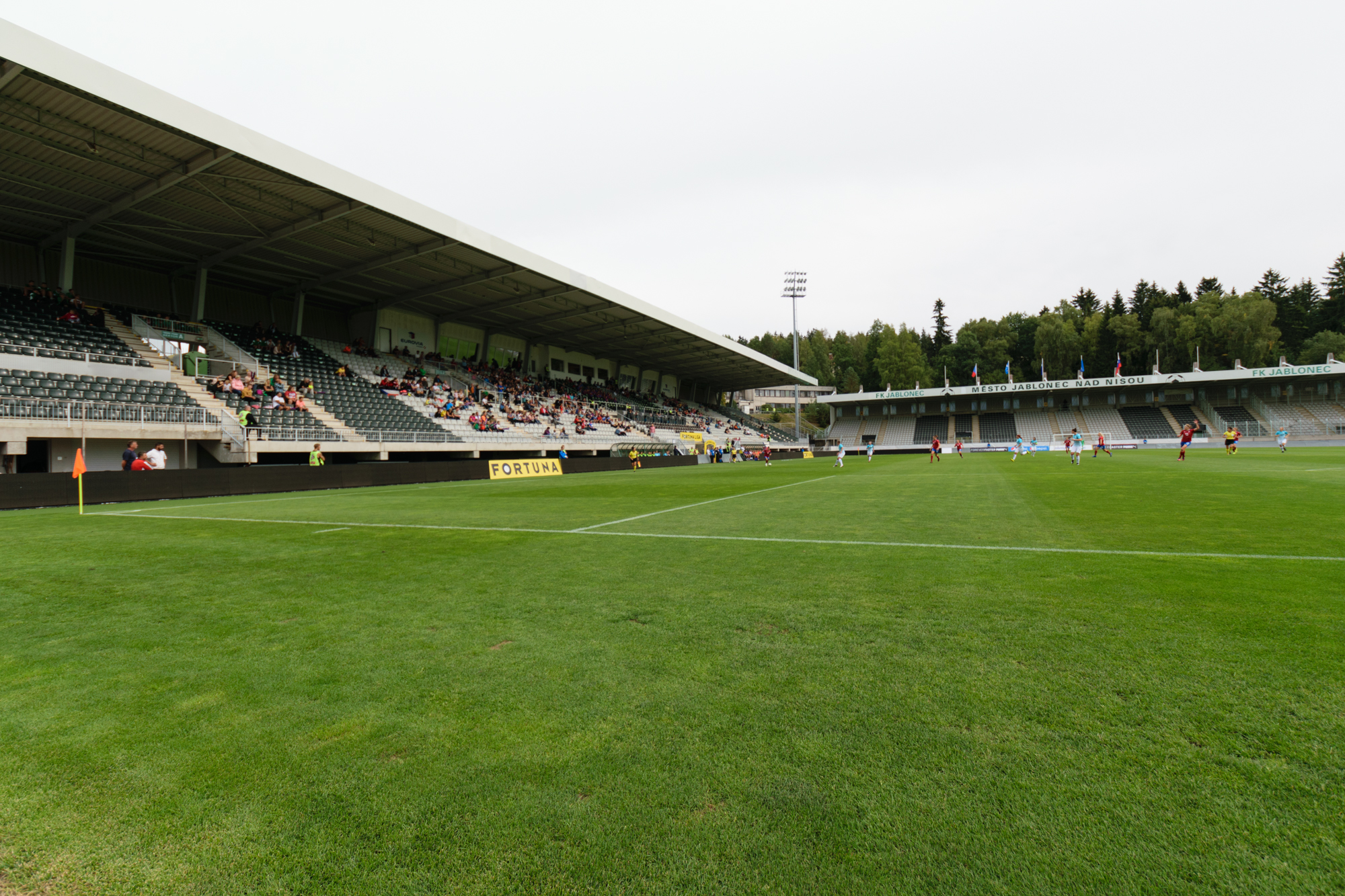
Východní hlavní tribuna a jižní tribuna za brankou (srpen 2018)
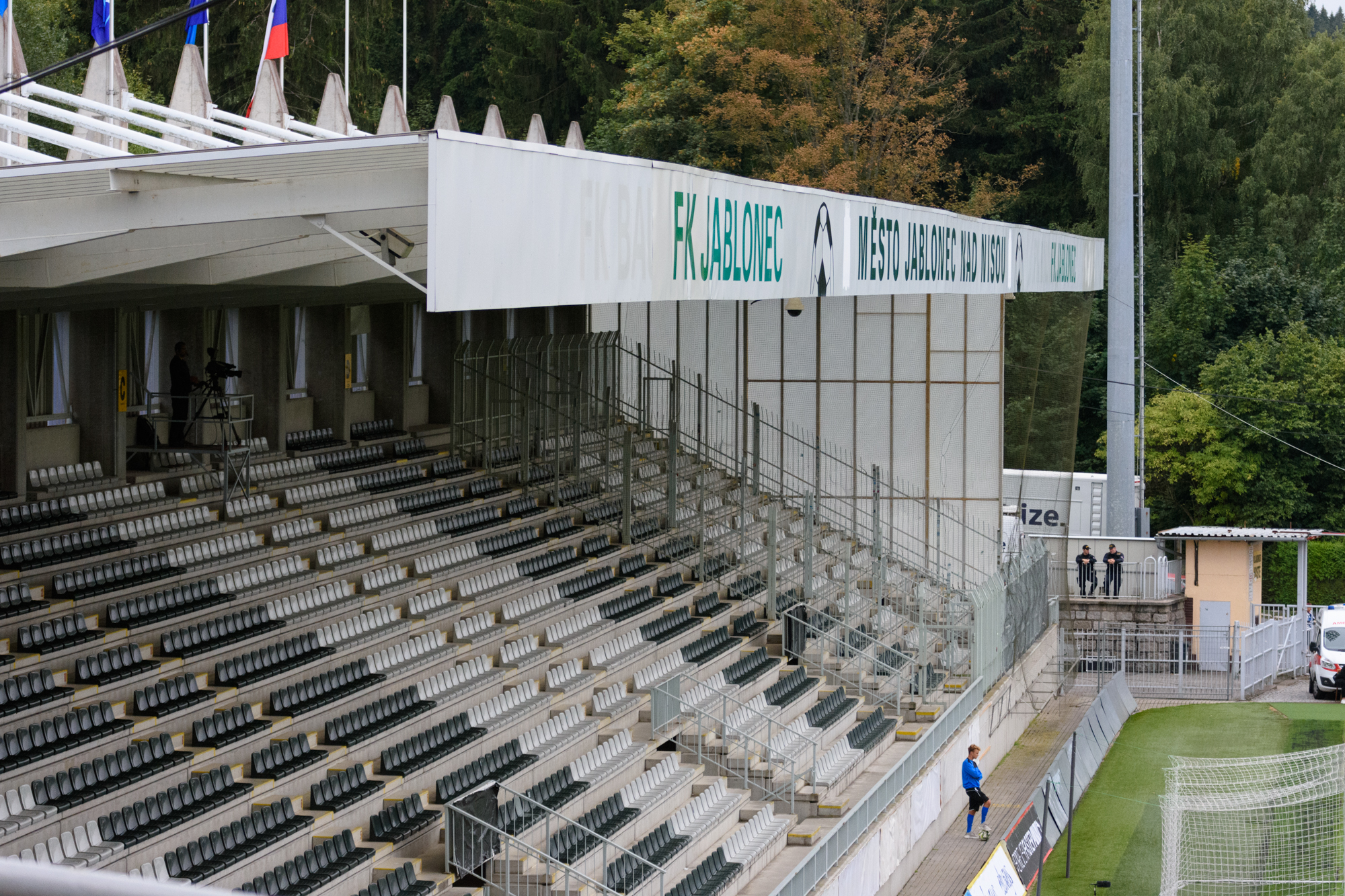
Jižní tribuna za brankou pohledem z hlavní tribuny (srpen 2018)
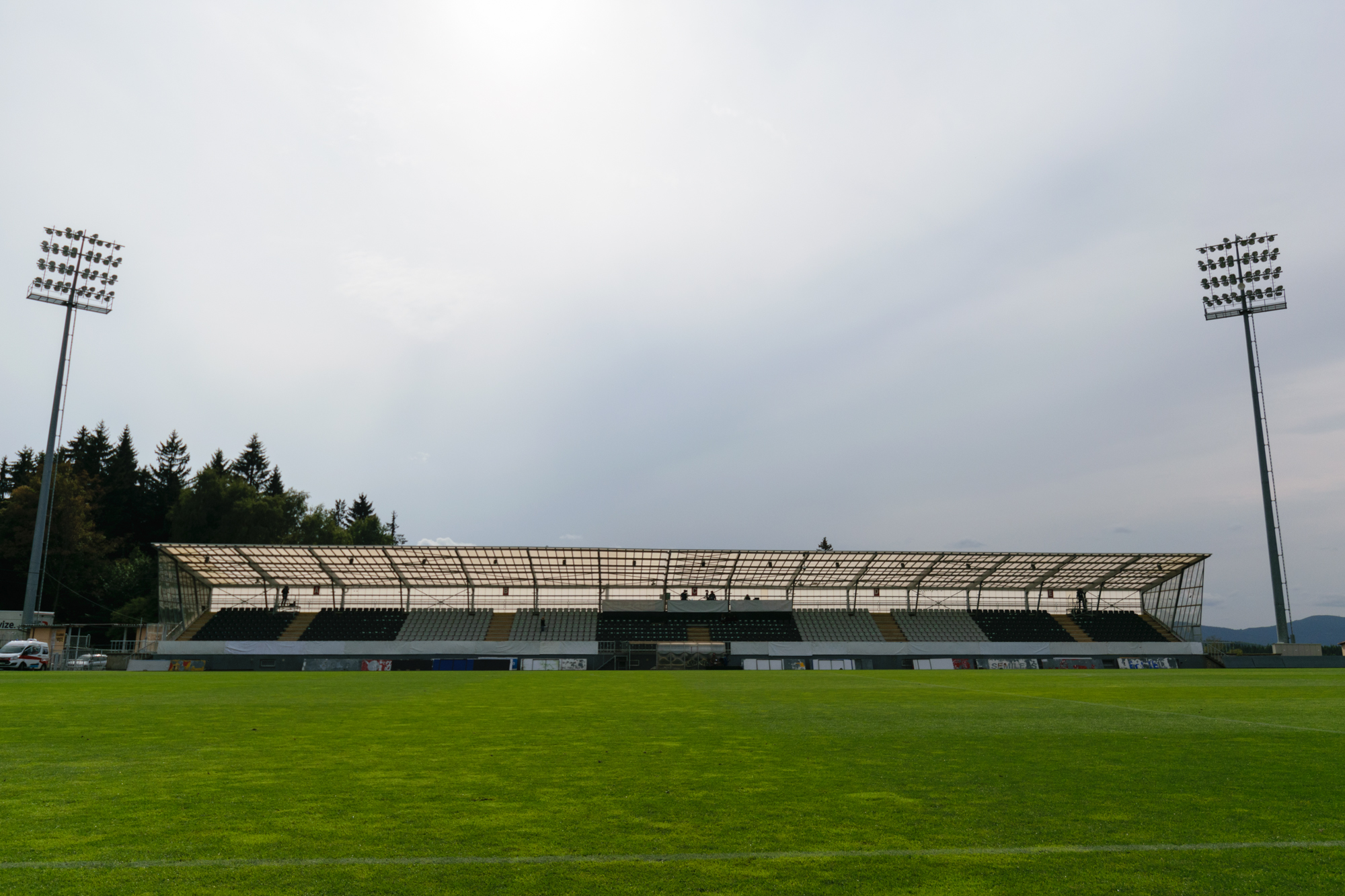
Západní protilehlá tribuna (srpen 2018)

## Mezistátní reprezentační zápasy
| 4. září 1996 17:00 |          |                |                                                |
| Česko              | 2 – 1    | Island         | Přátelský zápas diváci: 4 528 rozhodčí: Ziober |
| Kuka 54', 64' (p)  | (Report) | 42' Gudjonsson | Přátelský zápas diváci: 4 528 rozhodčí: Ziober |

| 30. května 2006 18:00 |          |           |                                              |
| Česko                 | 1 – 0    | Kostarika | Přátelský zápas diváci: 6 244 rozhodčí: Bede |
| Lokvenc 82'           | (Report) |           | Přátelský zápas diváci: 6 244 rozhodčí: Bede |

| 5. června 2009 17:20 |          |       |                                                 |
| Česko                | 1 – 0    | Malta | Přátelský zápas diváci: 6 920 rozhodčí: Fautrel |
| Necid 77'            | (Report) |       | Přátelský zápas diváci: 6 920 rozhodčí: Fautrel |